# Hospitalkirche (Biedenkopf)

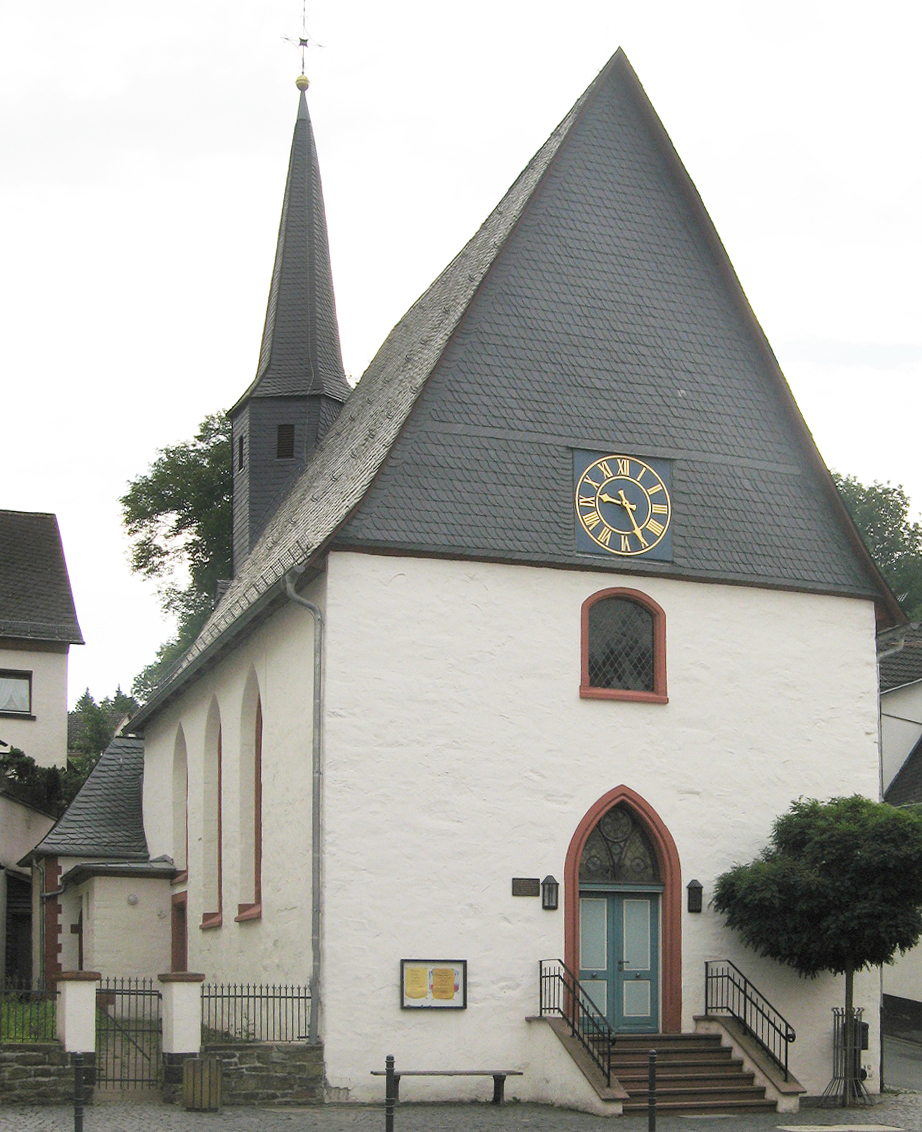
West-Fassade mit Eingang an der Hospitalstraße

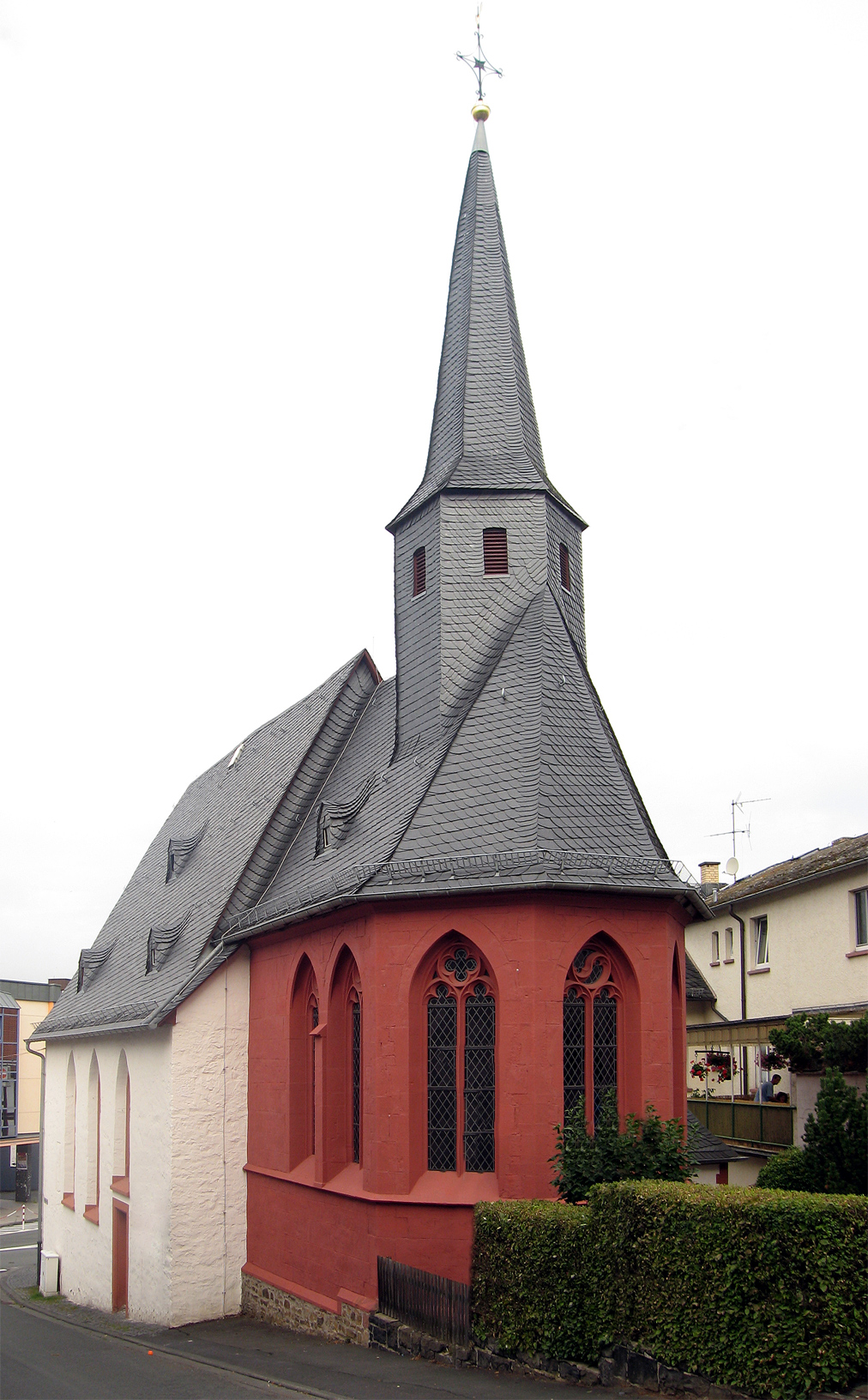
Chor und Turm, Ansicht von Osten

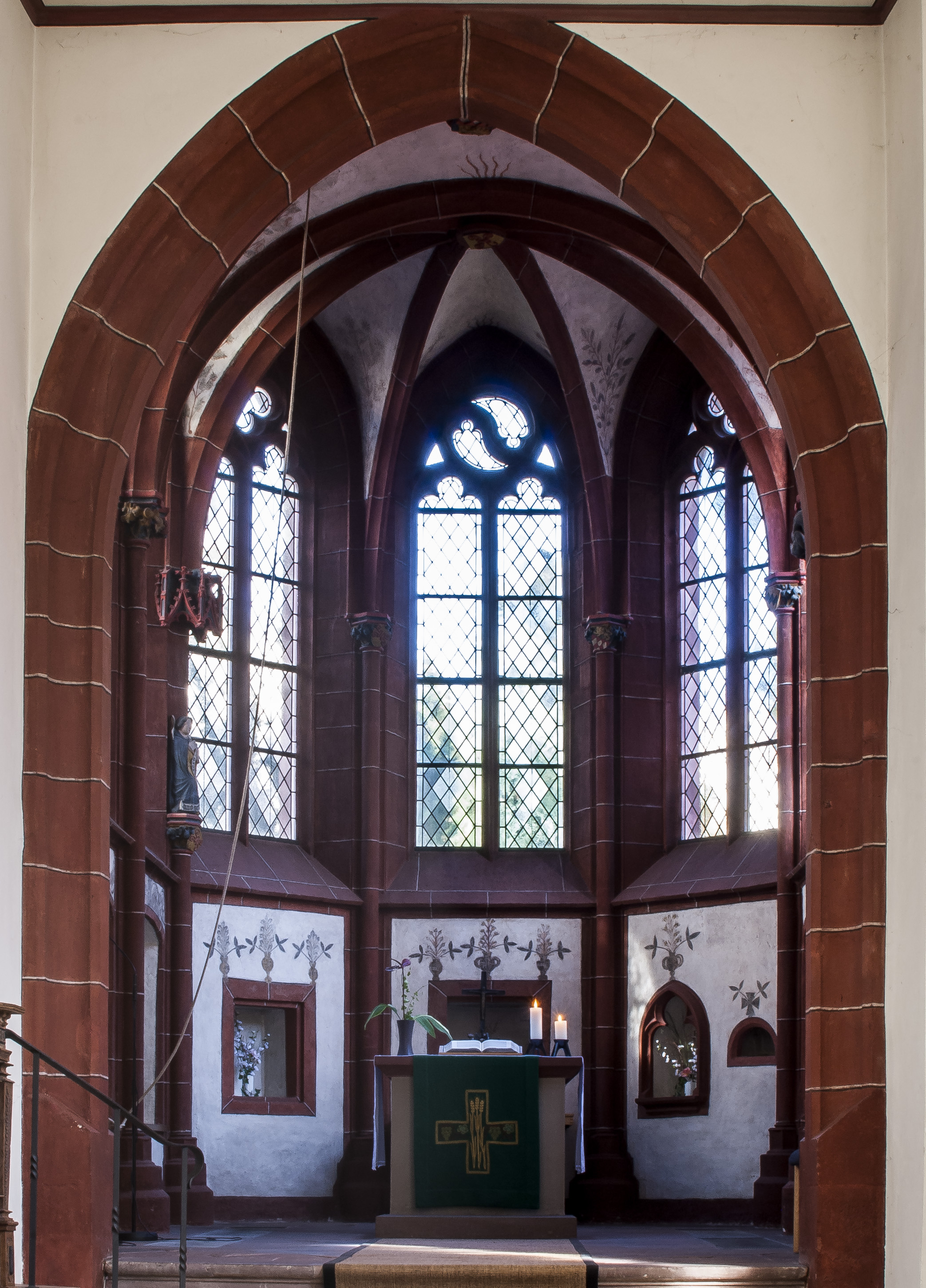
Innenansicht des Chors – der einzige noch im Originalzustand erhaltene Teil der Kirche aus dem Jahr 1419

Die Hospitalkirche in Biedenkopf ist ein denkmalgeschütztes Kirchengebäude der evangelisch-lutherischen Kirchengemeinde in Biedenkopf im Hessischen Hinterland. Sie zählt zu den ältesten Bauten in Biedenkopf und ist das älteste erhaltene Kirchengebäude der Stadt.

## Lage
Die geostete Kirche befindet sich an der Ecke der Straßen Hospitalstraße und Am Stadtpark. Der Eingang zur Kirche an der westlichen Fassade liegt an der Hospitalstraße, der Kirchturm befindet sich am östlichen Ende des Gebäudes. Zur Bauzeit wurden die Kirche und die weiteren Gebäude des Hospitals „auf einem Acker am Galgenberg“ auf freiem Feld außerhalb der Stadtmauer errichtet. Seinerzeit lag östlich bzw. „oberhalb“ der Kirche der Friedhof der Stadt; darüber verlief die alte Straße von Eckelshausen nach Biedenkopf – etwa dort, wo heute die Straßen Schillerweg und Im Höfchen verlaufen.:225

## Geschichte
Die Hospitalkirche, früher Heilig-Geist-Kirche genannt (auch Hospitalkapelle oder Kapelle zum Heiligen Geist), und das gesamte Hospital wurden 1419 erbaut, als eine private Stiftung des Freiherrn Gerlach IV. von Breidenbach. Die Stiftungsurkunde ist überliefert, sie ist auf den 9. Mai 1417 datiert und von Landgraf Ludwig I. von Hessen unterzeichnet. In der Urkunde ist die Rede vom Bau eines „Siechenspitals“ und einer Kapelle. Die Freiherren von Breidenbach zu Breidenstein waren seinerzeit mächtige und vermögende Adlige des Breidenbacher Grunds, mit umfangreichen Besitzungen. Der Bau entspringt einer Zeit der frommen Stiftungen, die seit dem frühen Mittelalter üblich waren, um des Seelenheils eines einzelnen, einer ganzen Familie oder Sippe willen, manchmal auch zur Sühne und Buße.:222,225
Im Jahr 1617, als Biedenkopf zum reformierten Hessen-Kassel gehörte (siehe Konfessionsverhältnisse in der Landgrafschaft Hessen-Kassel), erfolgten umfangreiche Umgestaltungen.
1817 musste das Hospital einer neuen Straße weichen, die Kapelle blieb erhalten.
Im Jahre 1826 erfolgte ein Umbau, das Gewölbe des Kirchenschiffs wurde durch eine Flachdecke ersetzt.
Seit 1866 war die Kapelle das Gotteshaus der evangelisch-lutherischen Kirchengemeinde und bis zum Abschluss der Bauarbeiten der Stadtkirche im Jahre 1891 einziges evangelisches Gotteshaus in Biedenkopf.
Im 19. Jahrhundert wurde die Kirche neugotisch umgestaltet.
In den 1930er Jahren wurde sie zu einem Gemeindesaal umgestaltet, dabei entfielen die Längsemporen. In Zeiten der Nutzung als Gemeindesaal war der Chor vom Schiff durch eine Rolljalousie getrennt.
1974 wurde die Kapelle umfangreich renoviert und restauriert. Eine Fußbodenheizung und eine Orgel wurden eingebaut, die neugotische Orgelempore wurde durch die heutige ersetzt. Architekt des Umbaus war Berthold Himmelmann aus Marburg. Am 30. November 1974 fand die Wiedereinweihung statt.
In den Jahren 2000 und 2001 erfolgte erneut eine komplette Sanierung und Renovierung, im Mai 2001 wurde sie wieder eingeweiht.

## Architektur

### Chor
Von der 1419 erbauten Hospitalkirche ist lediglich der spätgotische Chor erhalten, der eine der spätesten Nachahmungen des Chors der Elisabethkirche in Marburg ist. Der Chor wurde 1617 um sechs Stufen erhöht und ein sechseckiger Dachreiter mit Spitzhelm hinzugefügt. Er besteht aus drei schmalen, rechteckigen Jochen und einem Chorhaupt in Drei-Achtel-Schluss. Das Kreuzrippengewölbe ruht auf schlanken, runden Wandpfeilern. Die sieben Spitzbogenfenster des Chors sind mit spätgotischem Rankenornament verziert. Der kräftige Chorbogen besteht aus Sandstein. Die Kapitelle sind ausladend und üppig skulptiert. Ein Verkündigungsengel Gabriel aus Sandstein unter einem Baldachin am nördlichen Wandpfeiler des Chorhauptes stammt aus der Erbauungszeit. Auf dem Band, das von einer Schulter zu den Füßen fällt, steht der Gruß „AVE GRATIA PLENA DNS. TECU“, eine Verkürzung von „AVE GRATIA PLENA DOMINUS TECUM“, übersetzt „Sei gegrüßt, du Begnadete, der Herr ist mit dir.“(Lk 1,28 ) Eine Sakramentsnische ist von Maßwerk umrahmt, rechts befindet sich eine gotische Piscina. Bei der Restaurierung in 1974 erfolgte die Freilegung und Hervorhebung eines Wandfreskos auf den hellen Feldern der Chorwand hinter dem Altar – eine Renaissancearbeit, das Blumen und Blattwerk zeigt und wohl als Symbol der Dreieinigkeit zu deuten ist.

### Wappen

Grundriss des Chors mit Lage der Wappenschilde

Aus der Erbauungszeit im Jahr 1419 sind Details überliefert: Im Chorraum der Hospitalkirche sind an den Kapitellen der Dienste und an den Schlusssteinen des Kreuzrippengewölbes insgesamt neun farbig gefasste Wappenschilde angebracht, die man als Hinweise auf den Stifter interpretieren kann.
1. Vier Wappen mit einem roten Wolfseisen[8] in Gold können Gerlach IV. von Breidenbach zugeordnet werden.
2. Zwei Wappenschilde mit einem Doppelhaken[9] bzw. einer Wolfsangel in Gold referieren auf die Mutter des Gerlach, der Margarete von Diedenshausen (und nicht, wie mehrfach angenommen, auf das Adelsgeschlecht Löwenstein).
3. Ein einzelnes Wappen zeigt einen roten Zickzackbalken in Gold, ein Verweis auf das Adelsgeschlecht der Brendel von Homburg, aus deren Haus eine Elisabeth die erste Gemahlin Gerlachs war.
4. Ein zweifach vorhandenes Wappen, das oben in Blau einen schreitenden Löwen und darunter in Silber vier rote mit ihren Ecken aneinanderstoßende Wecken 3:1 zeigt, kann dem Vogt von Fronhausen zugeordnet werden, einer Nebenlinie der Schencken zu Schweinsberg – das Wappen ist das von Gerlachs zweiter Frau, Liutgard Vogt von Fronhausen.[10]

Alle Wappen sind somit Gerlach IV. von Breidenbach, dessen Mutter, ersten und zweiten Gemahlin gewidmet.
Neben den Wappenschilden zeigen weitere Kapitelle Blätter, einen Engel (Gabriel?) und figürliche Darstellungen.

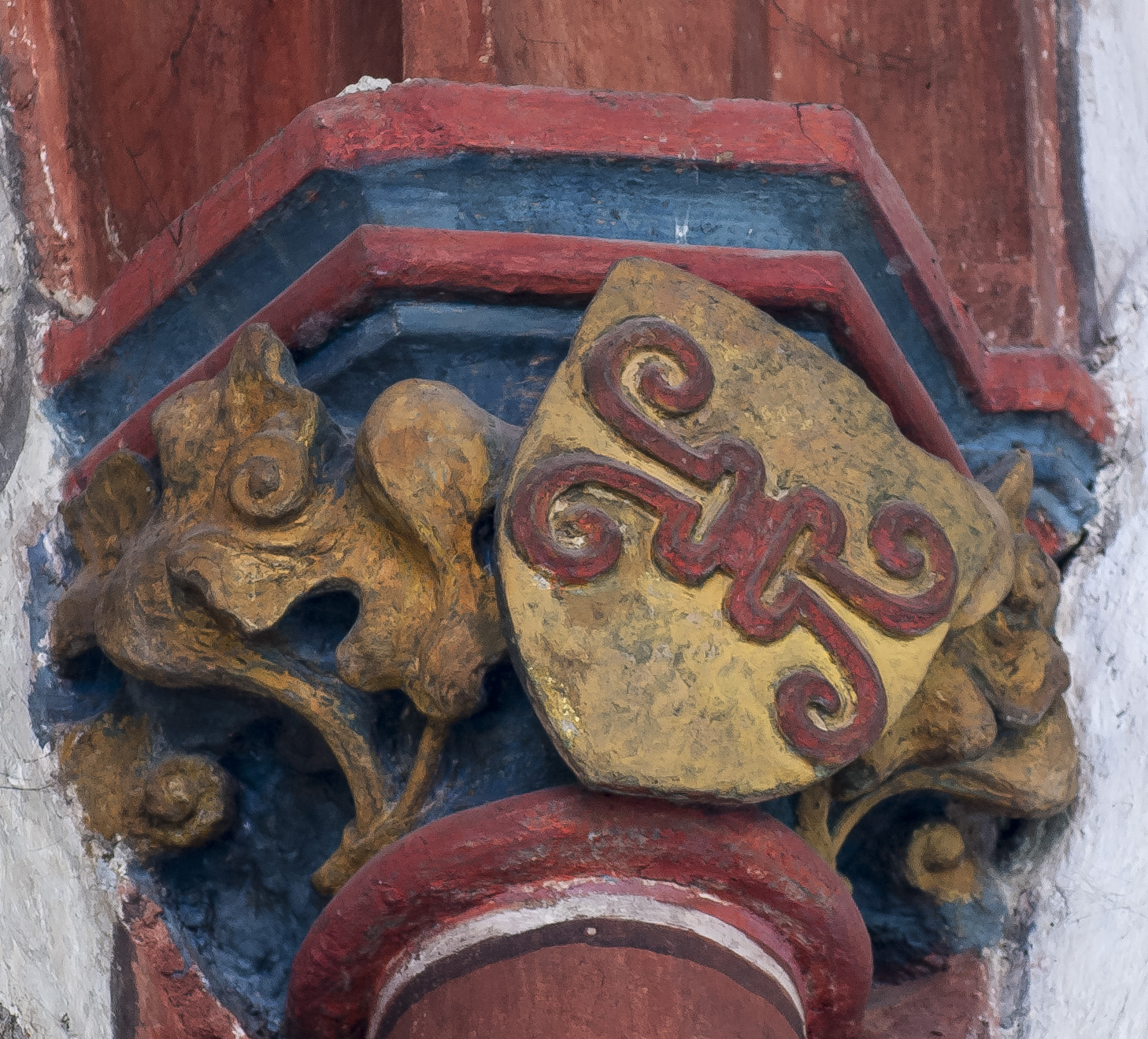
1. Breidenbach
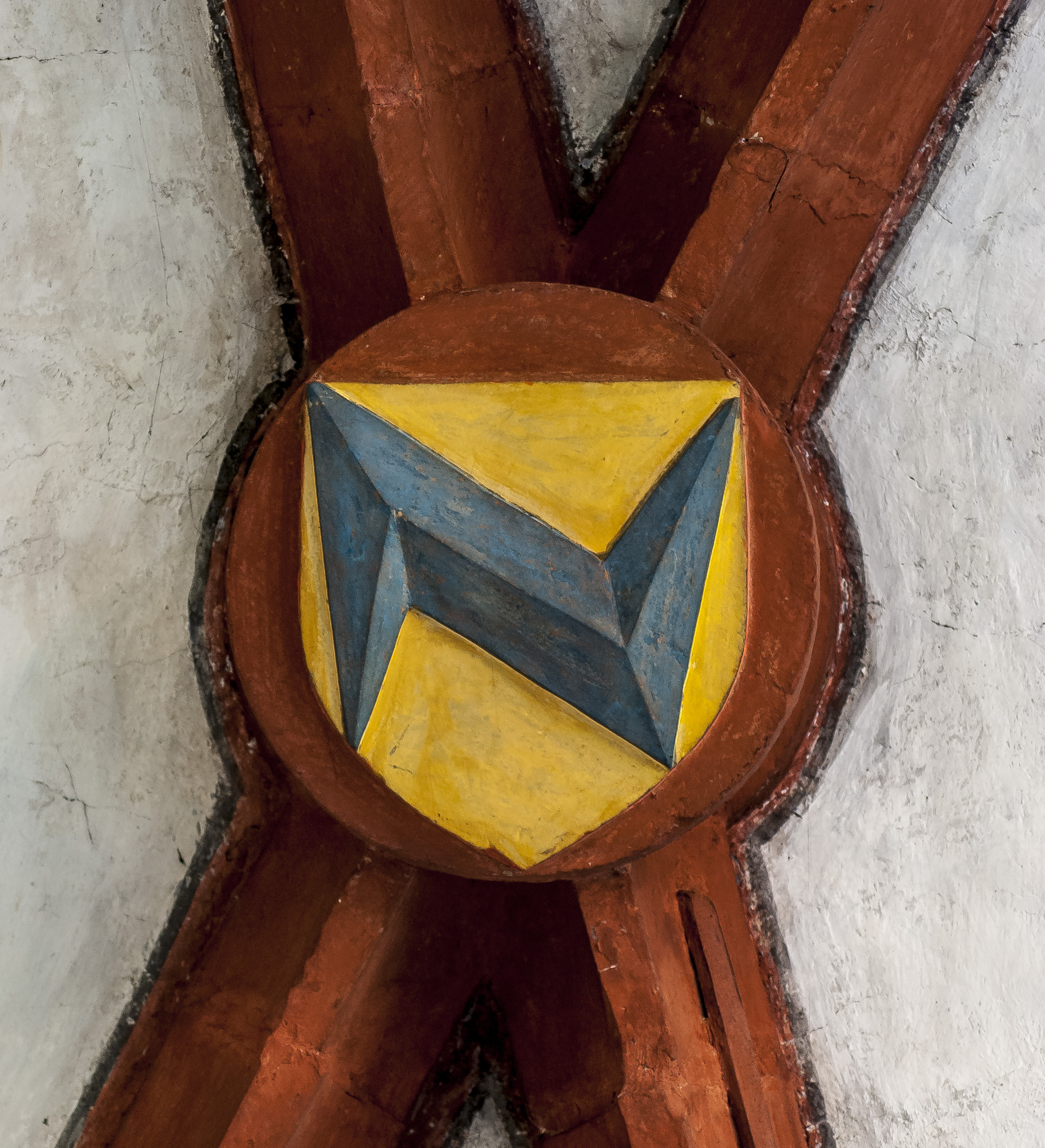
2. Diedenshausen
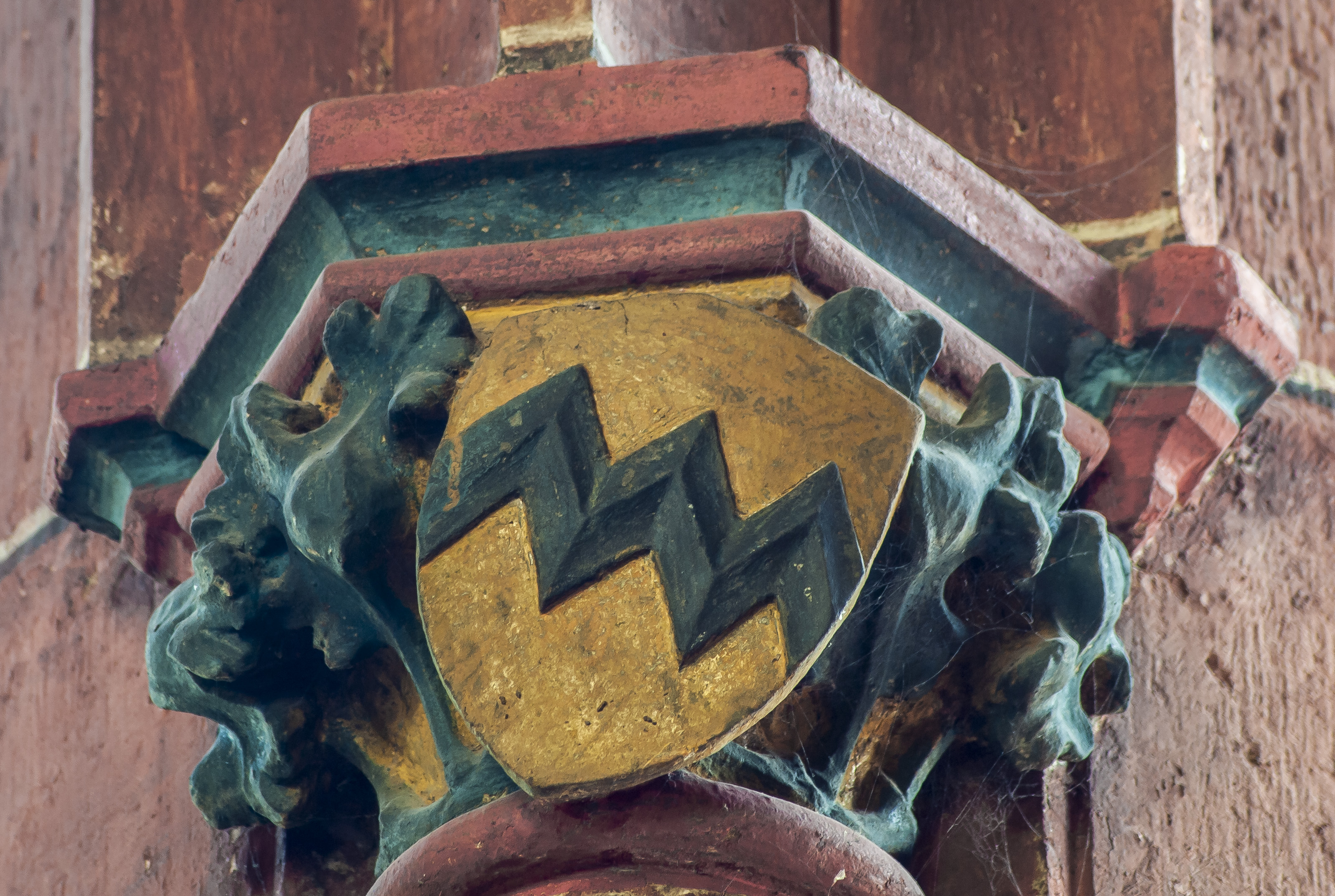
3. Brendel von Homburg (?)
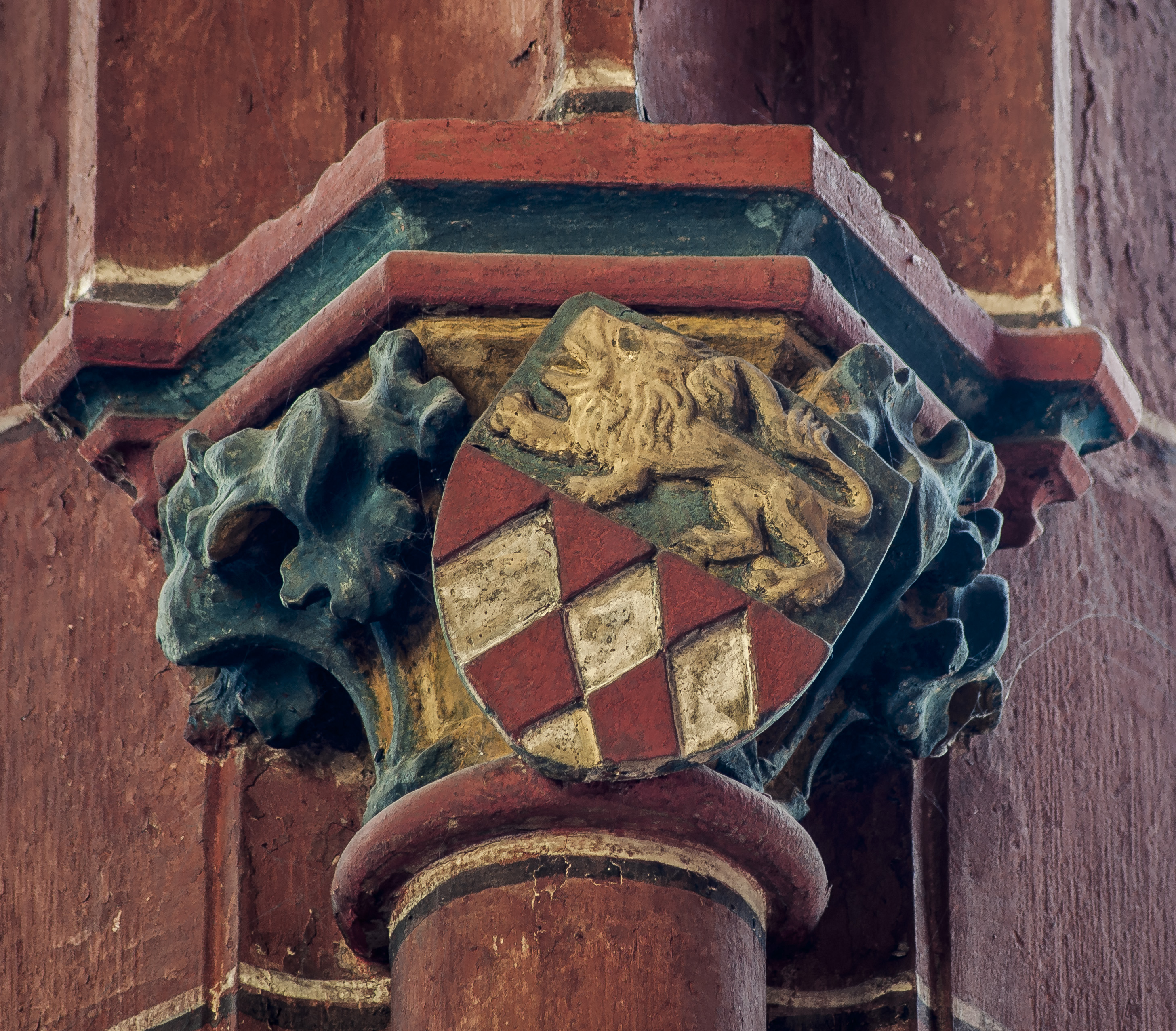
4. Vogt von Fronhausen

### Schiff
Im Jahre 1617 wurde das Kirchenschiff völlig umgestaltet und erweitert. Bei der Restaurierung 1974 konnten alte zugemauerte Türen und Fenster freigelegt werden, deren Lagen heute im Außenputz erkennbar sind. Sie waren in unterschiedlichen Höhen angelegt und gehörten offenbar zu seinerzeit unterschiedlichen Etagen, also nicht zu einem zusammenhängenden Kirchenraum.
Die Holzkanzel im Stil der Spätrenaissance stammt aus 1617, sie ist stilistisch mit den Kanzeln der Johanneskirche, der Dorfkirche in Breidenbach und der Dorfkirche in Wallau verwandt.:221 Die Kanzel trägt die Inschrift „SAIAE-OCAP PREDIGE ALLES FLEISCH IST HAEW VND ALLE SEINE GVTE IST WIE EIN BLUM AUF DEM FELDE“(Jes 40,6 ).

## Orgel

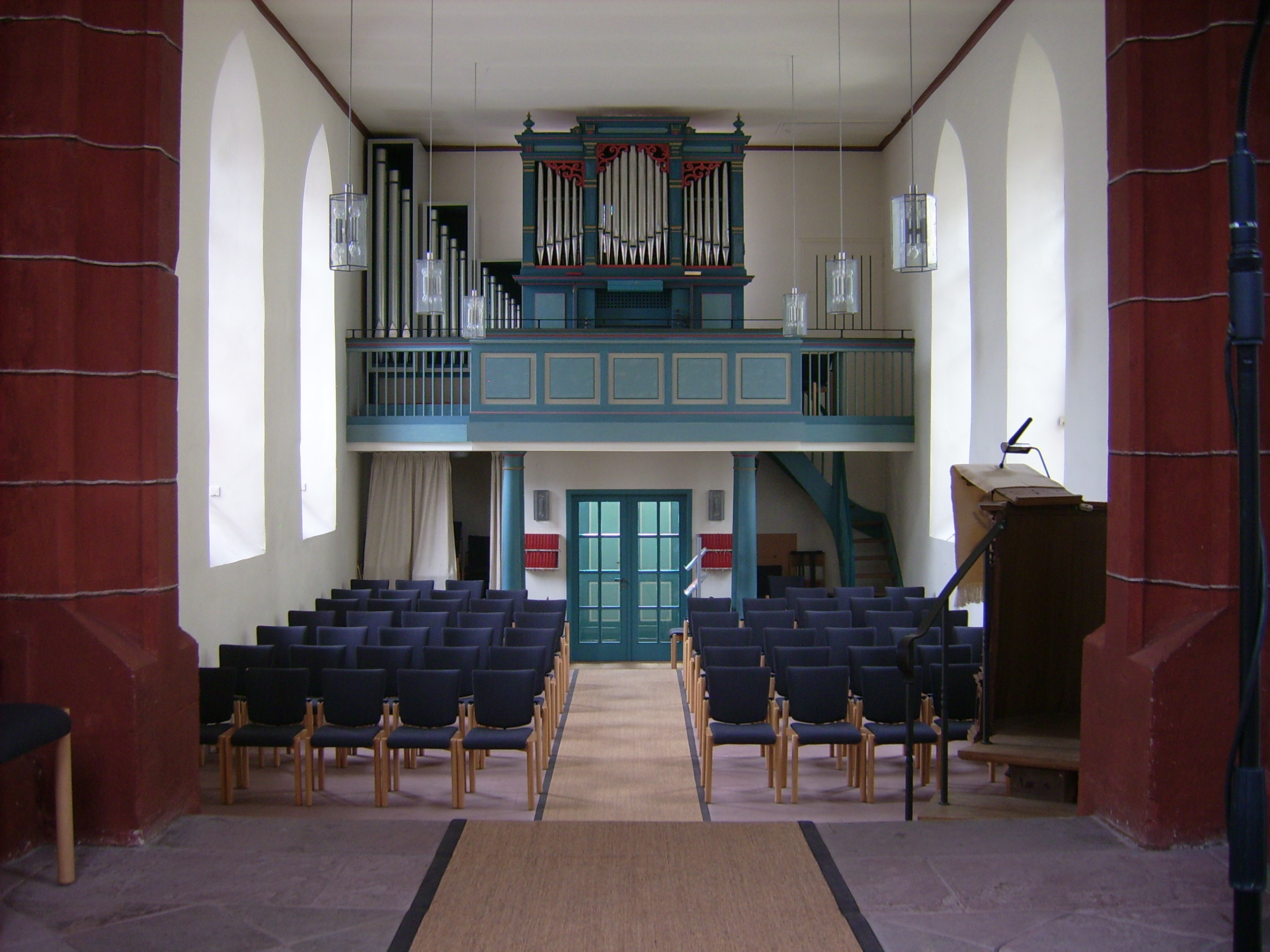
Blick auf Kirchenschiff und Orgel

Eine erste Orgel für die Hospitalkirche baute Peter Dickel von 1855 bis 1858 hinter einem neugotischen Prospekt auf der Westempore. Sie verfügte über sieben Register auf einem Manual und Pedal. Im Jahr 1974 ersetzte sie der Orgelbaumeister Wolfgang Böttner aus Frankenberg (Eder) durch einen zweimanualigen Neubau mit 18 Registern. Der Neorenaissance-Prospekt stammt von der Orgel der Schlosskapelle in Breidenstein, die Adam Eifert im Jahr 1904 gebaut hatte. Die Disposition lautet wie folgt:
| I Unterwerk C–g3 |       |
| Rohrflöte        | 8′    |
| Koppelflöte      | 4′    |
| Quinte           | 2 ⁄3′ |
| Prinzipal        | 2′    |
| Stahlspiel III   | 4′    |
| Tremulant        |       |

| II Hauptwerk C–g3 |       |
| Gemshorn          | 8′    |
| Gambe             | 8′    |
| Prinzipal         | 4′    |
| Offenflöte        | 4′    |
| Waldflöte         | 2′    |
| Mixtur III        | 1 ⁄3′ |
| Zymbel II         | 1⁄2′  |
| Trompete          | 8′    |
| Tremulant         |       |

| Pedal C–f1 |     |
| Pommer     | 16′ |
| Gedacktbaß | 8′  |
| Offenbaß   | 4′  |
| Octavbaß   | 2′  |
| Dulcian    | 16' |

- Koppeln: II/I, I/P, II/P

## Hospital
Mit dem Begriff Hospital (bzw. Siechenspital) wird in diesem Zusammenhang eine Gesamtheit von Immobilien, Ländereien und weiterer Vermögenswerte bezeichnet. Der Begriff bezeichnet nicht, nach heutigem Sprachgebrauch, ein Krankenhaus, sondern eine soziale, karitative Einrichtung, die nach heutigen Vorstellungen am ehesten mit einem Alten- oder Pflegeheim vergleichbar ist. Das Hospital in Biedenkopf war ein großes soziales Hilfswerk für Alte und Kranke. Im Verlauf der wirtschaftlichen Entwicklung des Hochmittelalters gab es zunehmend unversorgte Arme, Alleinstehende, Alte und Sieche, die der Stadt zur Last lagen und die nun im Hospital Heimat, Geborgenheit und Versorgung fanden. Das Hospital stand für alle Bürger von Biedenkopf offen und diente nicht nur der Aufnahme alter armer Leute, sondern diente auch als Altersheim für Begüterte. Das Spital zum Heiligen Geist war nicht das erste seiner Art in Biedenkopf, es soll zuvor ein Siechenhaus an der Billerbach bzw. Siechenhecke gegeben haben. Die Hospitalkapelle oder Kapelle zum Heiligen Geist war nur eins der vielen Hospitalgebäude. Neben dem Haupt- und Wohnhaus, dem eigentlichen Spital, gab es weitere Gebäude für den Verwalter, Scheunen, Ställe, ein Backhaus und weitere Wirtschaftsgebäude. Die Gebäude befanden sich vom Standort der heutigen Metzgerei Ruppersberger bis zur Hospitalkirche und weiter in Richtung Süden, bis gut zur Mitte der Hospitalstraße, möglicherweise sogar noch weiter. Zu den Hospitalgütern gehörten u. a. 14 Morgen an Ländereien in Biedenkopf, sowie Höfe und Güter in Wehrshausen, Damshausen, Wollmar, Aumenau und Holzhausen. Zu den Ländereien in Biedenkopf gehörte u. a. die Kreuzwiese. Die Verwaltung des Hospitals unterlag sowohl der Stadt als auch der Kirche, was gelegentlich zu Auseinandersetzungen führte. Aus 1801 ist bekannt, dass das Hospital verschuldet war. In 1817 hatte die Stadt mit dem Bau der heutigen Hospitalstraße begonnen, mit einem Durchbruch zum Marktplatz hin, quer durch die Anlage des Hospitals. In 1826 wurde das Hospital aufgelöst. Die Gebäude waren in einen baufälligen Zustand geraten und wurden 1827 auf Abbruch versteigert. Die Stiftung wurde 1961 aufgelöst. Die Hospitalkirche jedoch verlor nie ihre Bestimmung.:221ff

## Kirchengemeinde
Die der Hospitalkirche zugehörige evangelisch-lutherische Kirchengemeinde in Biedenkopf teilt sich in zwei Bezirke auf, den Westbezirk mit einem Pfarramt am Standort An der Kirche 11 (Pfarrhaus aus 1717) und dem Ostbezirk mit einem Pfarramt am Standort Kottenbachstraße 31a (Gemeindehaus). Gotteshäuser der Gemeinde sind die Stadtkirche und die Hospitalkirche.